# Obština Peštera
Obština Peštera (bulharsky Община Пещера) je bulharská jednotka územní samosprávy v Pazardžické oblasti. Leží ve středním Bulharsku na severovýchodních svazích Západních Rodopů. Správním střediskem je město Peštera, kromě něj obština zahrnuje 2 vesnice. Žije zde zhruba 21 tisíc stálých obyvatel.

## Sídla
Všechna sídla v obštině jsou samosprávná.
| - Kapitan Dimitrievo - Peštera (sídlo správy) - Radilovo |

## Sousední obštiny
| Růžice kompasu |          | Pazardžik       |           | Růžice kompasu |
| Růžice kompasu | Rakitovo | Sever           | Bracigovo | Růžice kompasu |
| Růžice kompasu | Rakitovo | Obština Peštera | Bracigovo | Růžice kompasu |
| Růžice kompasu | Rakitovo | Jih             | Bracigovo | Růžice kompasu |
| Růžice kompasu | Batak    |                 |           | Růžice kompasu |

## Obyvatelstvo
V obštině žije 21 233 stálých obyvatel a včetně přechodně hlášených obyvatel 23 989. Podle sčítáni 1. února 2011 bylo národnostní složení následující:
- Bulhaři: 12 340 (75.6 %)
- Turci: 2 797 (17.1 %)
- Romové: 749 (4.6 %)
- ostatní: 430 (2.6 %)